# غاري بيج
غاري بيج هو لاعب هوكي جليد كندي، ولد في 29 ديسمبر 1940 في Moosomin, Saskatchewan ‏ في كندا.

## وصلات خارجية
- غاري بيج على موقع EliteProspects.com (الإنجليزية)
- غاري بيج على موقع HockeyDB.com (الإنجليزية)
- غاري بيج على موقع أوليمبيديا (الإنجليزية)